# Poetic License
Poetic License är en amerikansk komedifilm, som har en planerad premiär i september 2025 på Toronto International Film Festival. Filmen är regisserad av Maude Apatow efter ett manus skrivet av Raffi Donatich.

## Handling
Filmen handlar om de två bästa vännerna, Sam och Ari. När de tävlar om uppmärksamheten från Liz, en medelålders mamma som går som gäststudent på deras poesikurs på universitetet, sätts deras vänskap på prov.

## Rollista (i urval)
- Andrew Barth Feldman - Sam Soloman
- Cooper Hoffman - Ari Zimmer
- Leslie Mann - Liz Cassidy
- Nico Parker - Dora Cassidy
- Maisy Stella
- Method Man
- Martha Kelly